# فرودگاه بین‌المللی دکتر اوگوستو روبرتو فوستر
فرودگاه بین‌المللی دکتر اوگوستو روبرتو فوستر (به انگلیسی: Dr. Augusto Roberto Fuster International Airport) (به زبان بومی: Aeródromo de Pedro Juan Caballero Dr. Augusto Roberto Fuster) یک فرودگاه همگانی با کد یاتا PJC است که یک باند فرود آسفالت دارد و طول باند آن ۱۸۰۰ متر است. این فرودگاه در کشور پاراگوئه قرار دارد و در ارتفاع ۵۷۱ متری از سطح دریا واقع شده‌است.